# Cynopterus nusatenggara
Cynopterus nusatenggara là một loài động vật có vú trong họ Dơi quạ, bộ Dơi. Loài này được Kitchener & Maharadatunkamsi mô tả năm 1991.